# 交響曲第57番 (ハイドン)
交響曲第57番 ニ長調 Hob. I:57 は、フランツ・ヨーゼフ・ハイドンが1774年に作曲した交響曲。
第54番から本作までの交響曲は、残された自筆原稿によっていずれも1774年の作曲であることがわかっている。

## 編成
オーボエ2、ホルン2、第1ヴァイオリン、第2ヴァイオリン、ヴィオラ、低音（チェロ、ファゴット、コントラバス）。

## 曲の構成
- 第1楽章 アダージョ - （アレグロ）
ニ長調、4分の3拍子 - 4分の4拍子、ソナタ形式。

当時のハイドンの交響曲としては珍しく、長い序奏部を持つ[1]。序奏部の後に、8分音符のリズムに乗ってアレグロが始まる。

- 第2楽章 アダージョ
ト長調、8分の6拍子、変奏曲形式。
主題と4つの変奏からなる変奏曲で、主題は弱音器をつけたヴァイオリンにより、ピッツィカートと弓奏が1小節ずつ交替する。第1変奏ではじめて管楽器が加わる。第2変奏は3連符を主体とする。第3変奏はふたたび弦楽器のみになり、ヴァイオリンが修飾の多いパッセージを演奏する。第4変奏は全奏による  の部分と  の部分が対比される。各変奏の最後の1小節は同じピッツィカートの音型で終わる。

- 第3楽章 メヌエット：アレグレット - トリオ
ニ長調 - ニ短調、4分の3拍子。

トリオの出だしの音型がメヌエット本体の終わりの音型とまったく同じになっている（このような手法は、直前に作曲された第50番にも見られる）。トリオはニ短調に移行し弦楽器のみになるが、この部分に調号は書かれていない。

- 第4楽章 プレスティッシモ
ニ長調、4分の4拍子、ソナタ形式。

3連符の連続による非常に高速な主題は、17世紀にウィーンで活躍した作曲家アレッサンドロ・モリエッティ（英語版）による『おんどりとめんどりの鳴き声によるカンツォーナとカプリッチョ』（Canzon und Capriccio über das Henner und Hannergeschreÿ）というチェンバロ曲に基づく[1]。